# Lepilemur hubbardorum
Il lepilemure di Hubbard (Lepilemur hubbardorum Louis, 2006) è una specie di lemure recentemente scoperta, endemica del Madagascar.
Deve il nome alla coppia di benefattori americani Theodore e Claire Hubbard.

## Descrizione

### Dimensioni
Misura fino a 60 cm di lunghezza, pur rimanendo generalmente più piccolo: la coda, corta in proporzione al corpo (se paragonata a quella dei congeneri, misura fino a 25 cm.

### Aspetto
Il colore di fondo della zona dorsale è il grigio: tuttavia la nuca, le spalle, le zampe anteriori, le zampe posteriori e la parte distale della coda sono rosso-ruggine. La zona ventrale è invece bianca, così come l'interno delle zampe posteriori: le dita sono grigie con i polpastrelli neri.
Gli occhi sono medio-grandi e bruno-verdastri, mentre le orecchie sono appuntite e grigie con gli orli bianchi.

## Distribuzione e habitat
La specie è diffusa nella zona sud-occidentale dell'isola, a sud del fiume Mangoky e a nord dell'Onilahy, dove vive nelle foreste di transizione fra ambiente secco e pluviale del Parco nazionale di Zombitse-Vohibasia.